# Franciszek Miśka

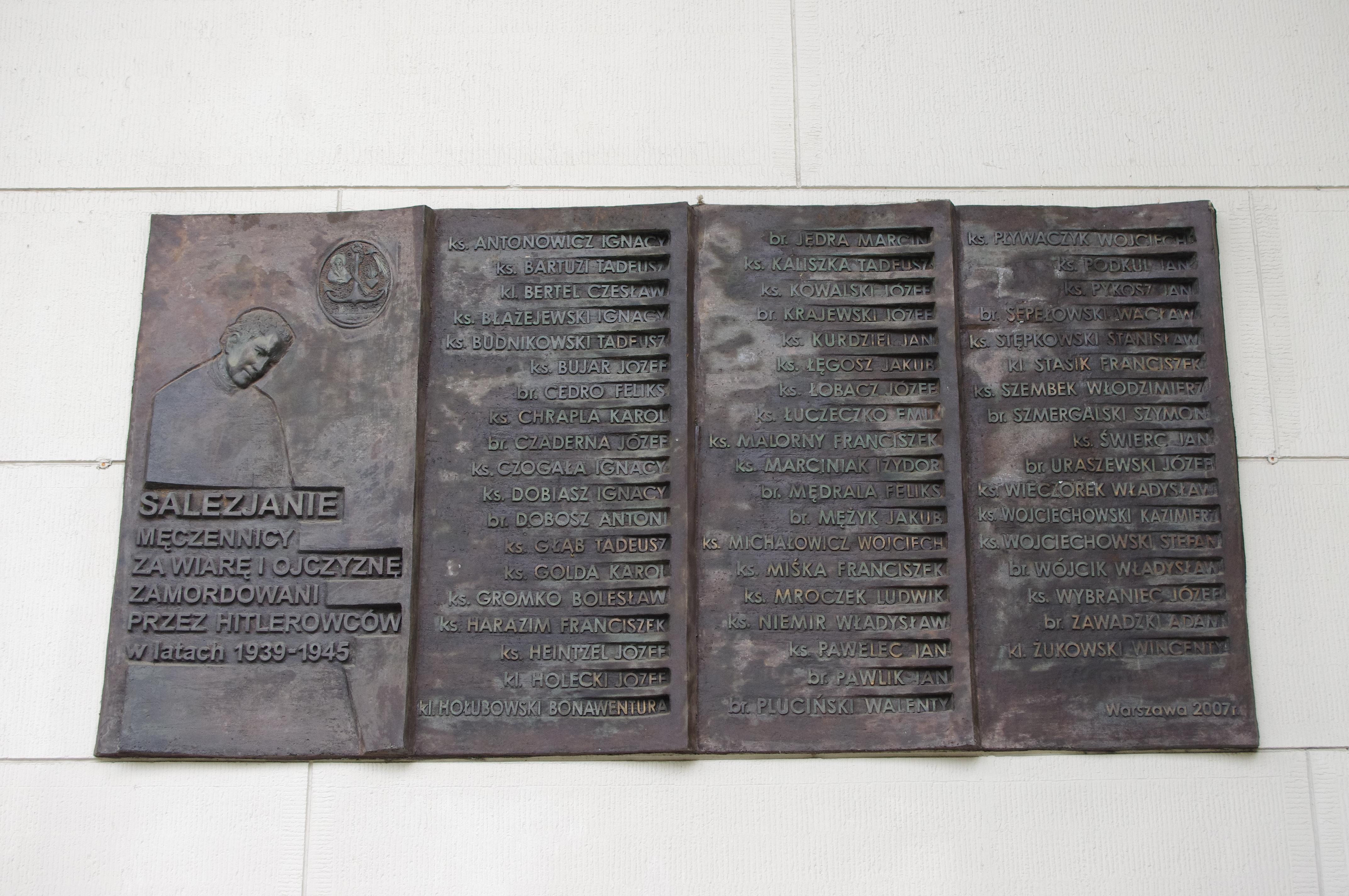
Tablica upamiętniająca salezjanów pomordowanych w czasie II wojny światowej na ścianie Bazyliki Najświętszego Serca Jezusowego w Warszawie

Franciszek Miśka SDB (ur. 5 grudnia 1898 w Świerczyńcu – zm. 30 maja 1942 w KL Dachau) – Sługa Boży Kościoła katolickiego, polski salezjanin i proboszcz w Lądzie nad Wartą. 

## Życiorys
Urodził się w Świerczyńcu na Górnym Śląsku jako piąte dziecko Jana i Zofii. 8 grudnia 1898 został ochrzczony w kościele pw. św. Bartłomieja Apostoła w Bieruniu Starym. Uczęszczał do gimnazjum w Oświęcimiu, a po jego ukończeniu został przyjęty do nowicjatu w Pleszewie, gdzie 24 lipca 1917 przyjął śluby zakonne. Po filozoficznych studiach w Krakowie odbył staż pedagogiczny w Przemyślu i Oświęcimiu. Następnie wyjechał do Turynu studiować teologię. Tam 10 lipca 1927 przyjął święcenia kapłańskie. W 1936 został proboszczem parafii w Lądzie nad Wartą. W czasie kampanii wrześniowej 1939 pełnił rolę kapelana Wojska Polskiego, aby następnie ponownie wrócić do swojej parafii. 

### Męczeńska śmierć
Wieczorem 23 maja 1941 został aresztowany w Krakowie wraz z innymi salezjanami przez Gestapo. Po brutalnym przesłuchaniu został wysłany do KL Dachau. Zmarł 30 maja 1942, w niedzielę Trójcy Świętej, na skutek głodu i wycieńczenia.

## Proces beatyfikacyjny
Jest jednym z 122 Sług Bożych, wobec których 17 września 2003 rozpoczął się drugi proces beatyfikacyjny drugiej grupy polskich męczenników z okresu II wojny światowej.